# Chi Chân chim
Heptapleurum là danh pháp khoa học của một chi thực vật có hoa trong họ Araliaceae.

## Lịch sử phân loại
Chi này được Joseph Gaertner mô tả lần đầu tiên năm 1791, với loài Heptapleurum stellatum ở Sri Lanka và miền nam Ấn Độ. Tuy nhiên, trong một thời gian dài sau này nó chỉ được coi là đồng nghĩa muộn của Schefflera nghĩa rộng. Các nghiên cứu phát sinh chủng loài cho thấy Schefflera nghĩa rộng (sensu lato) là đa ngành. Vì thế, năm 2020 người ta lại phục hồi chi Heptapleurum.

## Phân bố
Tất cả các loài thuộc chi này có tại vùng nhiệt đới hay cận nhiệt đới châu Á; từ Ấn Độ ở phía tây tới Nhật Bản ở đông bắc và miền bắc Australia ở phía đông nam.

## Các loài
Chi này hiện nay được công nhận chứa khoảng 317 loài. Một số loài như sau:
- Heptapleurum alongense
- Heptapleurum alpinum
- Heptapleurum aromaticum
- Heptapleurum bodinieri
- Heptapleurum brevipedicellatum
- Heptapleurum buxifolioides
- Heptapleurum calyptratum
- Heptapleurum canaense
- Heptapleurum chapanum
- Heptapleurum chevalieri
- Heptapleurum corymbiforme
- Heptapleurum crassibracteatum
- Heptapleurum delavayi
- Heptapleurum dongnaiense
- Heptapleurum ellipticum
- Heptapleurum enneaphyllum
- Heptapleurum fantsipanense
- Heptapleurum farinosum
- Heptapleurum globuliferum
- Heptapleurum hainanense
- Heptapleurum hemiepiphyticum
- Heptapleurum heptaphyllum
- Heptapleurum hypoleucoides
- Heptapleurum hypoleucum
- Heptapleurum khasianum
- Heptapleurum kontumense
- Heptapleurum kornasii
- Heptapleurum laxiusculum
- Heptapleurum lenticellatum
- Heptapleurum leroyianum
- Heptapleurum leucanthum
- Heptapleurum locianum
- Heptapleurum lucescens
- Heptapleurum macrophyllum
- Heptapleurum membranifolium
- Heptapleurum metcalfianum
- Heptapleurum minutistellatum
- Heptapleurum myriocarpum
- Heptapleurum nhatrangense
- Heptapleurum obovatifoliolatum
- Heptapleurum pacoense
- Heptapleurum palmiforme
- Heptapleurum pauciflorum
- Heptapleurum pes-avis
- Heptapleurum petelotii
- Heptapleurum poilaneanum
- Heptapleurum pseudospicatum
- Heptapleurum quangtriense
- Heptapleurum subavene
- Heptapleurum tribracteolatum
- Heptapleurum trungii
- Heptapleurum venulosum
- Heptapleurum vidalianum
- Heptapleurum violeum

## Hình ảnh

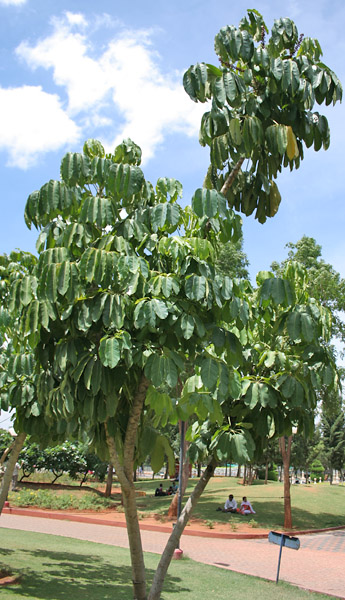
Heptapleurum actinophyllum
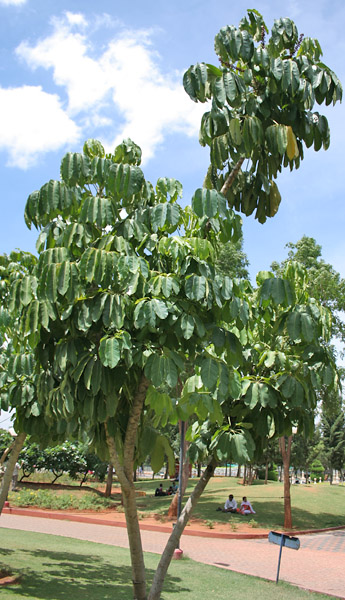
Heptapleurum actinophyllum
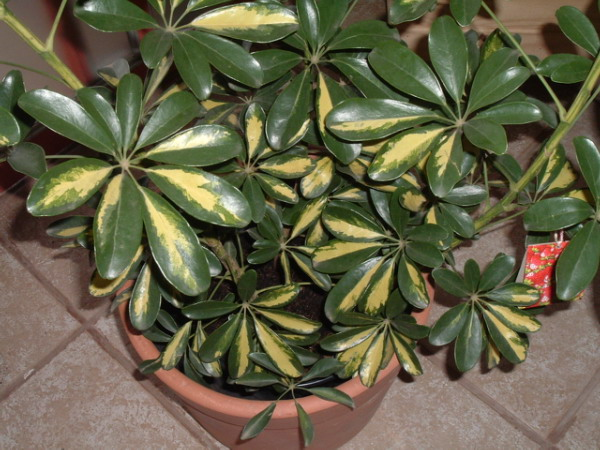
Heptapleurum arboricola
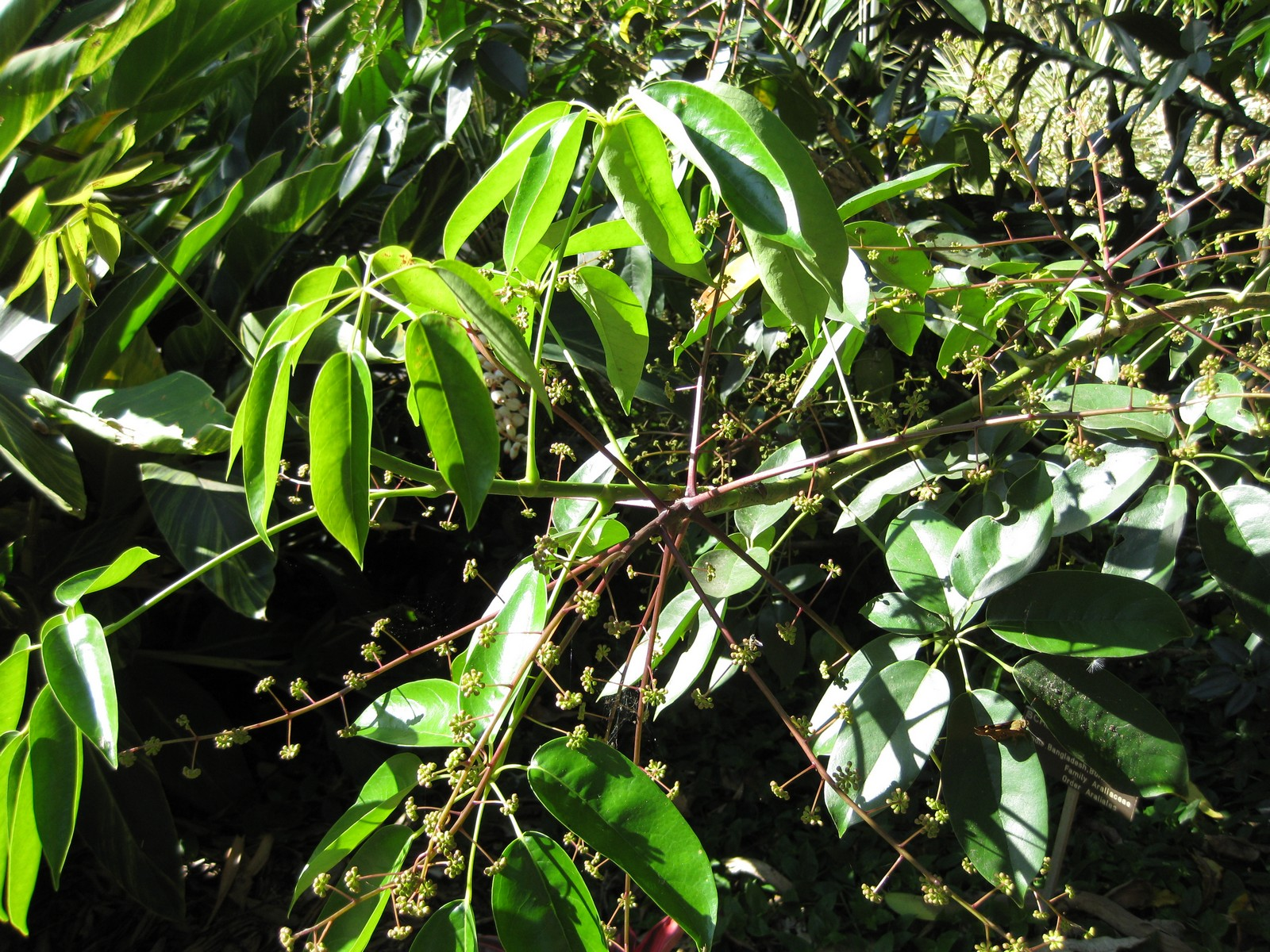
Heptapleurum digitatum